# Alpalhão
Alpalhão es una freguesia portuguesa del concelho de Nisa, con 34,16 km² de superficie y 1.517 habitantes (2001). Su densidad de población es de 44,4 hab/km².